# Euxesta notata
Euxesta notata är en tvåvingeart som först beskrevs av Christian Rudolph Wilhelm Wiedemann 1830.
Euxesta notata ingår i släktet Euxesta och familjen fläckflugor. Inga underarter finns listade i Catalogue of Life.